# بخش ورده
بخش ورده (به انگلیسی: Wardha district) یک منطقهٔ مسکونی در هند است که در بخش ناگپور واقع شده‌است. بخش ورده ۶٬۳۱۰ کیلومتر مربع مساحت و ۱٬۳۰۰٬۷۷۴ نفر جمعیت دارد.